# Halitherium
Halitherium (лат.) — сомнительный род вымерших млекопитающих из семейства дюгоневых отряда сирен. Ископаемые остатки, относимые к роду, находили на территории Европы в слоях, датированных эоценом — олигоценом.

## Описание

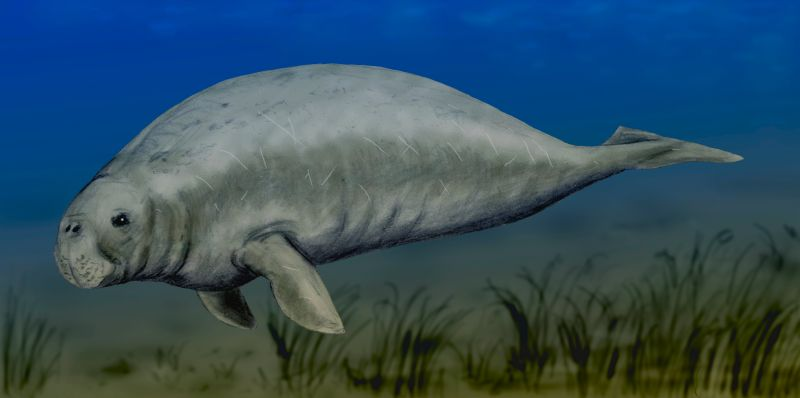
Реконструкция Halitherium schinzii

У представителей рода выделяют ряд примитивных черт: внутри ласт видны рудиментные пальцы, но не выходящие за пределы ласт; в скелете есть остатки задних ног, не видимые снаружи. У них были удлинённые рёбра, предположительно для увеличения объёма легких, необходимого для более точного контроля плавучести.

## Таксономия
К 90-м годам XX века к роду Halitherium относили более 10 вымерших видов. В 1996 году Domning основательно «проредил» видовой состав, переименовав и синонимизировав несколько видов:
- Halitherium abeli объявлен синонимом Halitherium christolii
- Halitherium angustifrons, Halitherium curvidens объявлены синонимом Prototherium veronense
- Halitherium bellunense сначала объявлен nomen dubium, а потом переименован в Italosiren bellunensis[3]
- Halitherium bronni, Halitherium chouqueti, Halitherium kaupi, Halitherium uytterhoeveni объявлены синонимом Halitherium schinzii
- Halitherium canhami переименован в Miosiren canhami
- Halitherium minor объявлен синонимом Metaxytherium serresii
- Halitherium olseni переименован в Crenatosiren olseni
- Halitherium serresii переименован в Metaxytherium serresii
- Halitherium veronense переименован в Prototherium veronense

С 2014 по 2017 годы Voss, Hampe и другие переименовали или объявили недействительными оставшиеся виды:
- Halitherium alleni объявлен недействительным (invalid subgroup в семействе Dugongidae)
- Halitherium antillense объявлен nomen dubium
- Halitherium bronni переименован в Kaupitherium bronni
- Halitherium christolii переименован в Lentiarenium christolii[5]
- Halitherium schinziitypus объявлен nomen dubium[6]
- Halitherium taulannense объявлен  недействительным (invalid subgroup в семействе Dugongidae)

Таким образом в 2017 году в роде Halitherium не осталось валидных видов, а сам род и типовой вид имеют статус nomen dubium.